# Digitální archiv AMČR
Digitální archiv Archeologické mapy České republiky (AMČR) je webová aplikace určená k prohlížení digitálních dokumentů uložených v Archeologických ústavech AV ČR v Praze a Brně. Archivy těchto institucí obsahují dokumentaci terénních archeologických výzkumů z území Česka od roku 1919 do současnosti a vzhledem k zákonné roli ústavů na poli památkové péče se dále rychle rozrůstají. Jde o největší soubory dokumentů k archeologickým výzkumům a nálezům na území ČR a o významnou součást našeho kulturního dědictví.
Digitální archiv AMČR je součástí Archeologického informačního systému ČR zapsaného do Cestovní mapy ČR velkých infrastruktur pro výzkum, experimentální vývoj a inovace pro léta 2016-2022 Ministerstva školství, mládeže a tělovýchovy ČR, které budování infrastruktury v rámci stejnojmenného výzkumného projektu podporuje. Doplňkovou podporu získává infrastruktura díky Akademii věd ČR v rámci programu Strategie AV21 - Paměť v digitálním věku.

## Obsah aplikace
Digitální archiv AMČR obsahuje textové dokumenty (nálezové zprávy, expertní posudky a hlášení), fotografie z terénních výzkumů, letecké snímky, mapy a plány a digitální data (tabulky, databáze, vektorovou grafiku apod.), vždy včetně popisných údajů. Vyhledávat je možné fulltextově, filtrováním dle vybraných kritérií nebo pomocí funkce „Hledej na mapě.“ Dokumenty a další informace jsou průběžně přebírány z AMČR, s níž je Digitální archiv propojen i uživatelskými účty. V současné době Digitální archiv obsahuje desítky tisíc dokumentů, fotografií, či leteckých snímků. Ke zveřejnění se připravují další stovky tisíc dokumentů, o postupu jejich zahrnutí do aplikace informují údaje v základním menu a rubrika Novinky. Stránky mají svou českou i anglickou verzi.

## Přístupnost
Dokumenty jsou v Digitálním archivu zveřejňovány v souladu s politikou otevřeného přístupu k informacím a se souhlasem držitelů autorských práv – příslušných odborných institucí – pod licencí CC-BY-NC 4.0 (není-li uvedeno jinak). Část dokumentů je přístupná v režimu „anonym,“ tedy zcela bez registrace uživatele. Pokud uživatel není registrovaný v rámci aplikace AMČR a bude chtít prohlížet i ostatní dokumenty, je potřeba se zaregistrovat a vytvořit si tak uživatelský účet. 

## Zdrojový kód
Aplikace je dostupná jako otevřený zdrojový na portálu GitHub.